# Žiga Ručigaj
Žiga Ručigaj (Domžale, 10 november 1995) is een Sloveens wielrenner die anno 2018 rijdt voor Ljubljana Gusto Xaurum.

## Carrière
In 2013 nam Ručigaj deel aan de wegrit voor junioren op het wereldkampioenschap in Florence. Deze wedstrijd, die werd gewonnen door Mathieu van der Poel, reed hij echter niet uit. Een jaar later, in zijn eerste seizoen bij Radenska, werd Ručigaj tweede op het nationale beloftenkampioenschap tijdrijden, met ruim een minuut achterstand op winnaar David Per.
In 2015 stond Ručigaj namens een Sloveense selectie aan de start van de Ronde van de Toekomst. In de vijfde etappe gaf hij op. In de Ronde van Hongarije van 2016 eindigde Ručigaj op de dertiende plaats in het eindklassement. Het jongerenklassement won hij met een voorsprong van veertien seconden op Filippo Tagliani.
In april 2017 werd Ručigaj zeventiende in de Italiaanse Trofeo Edil C. Later die maand stond hij aan de start van de Carpathian Couriers Race, waar hij in de proloog de tiende tijd neerzette. Na vier etappes stond hij, met een voorsprong van twee punten op zijn land- en ploeggenoot Tadej Pogačar, bovenaan het bergklassement en mocht zodoende dat klassement op zijn palmares bijschrijven.

## Overwinningen
2016
Jongerenklassement Ronde van Hongarije
2017
Bergklassement Carpathian Couriers Race

## Ploegen
- 2014 –  Radenska
- 2015 –  Radenska Ljubljana
- 2016 –  Radenska-Ljubljana
- 2017 –  ROG-Ljubljana
- 2018 –  Ljubljana Gusto Xaurum

Andrejaš · Finkšt · Jenko · Jerkič · Korošec · Maltar · Miškulin · Penko · Ručigaj · Sever
Andrejaš · Finkšt · Grošelj · Jerman · Merčun · Penko · Pogačar · Prah · Ručigaj
Cizelj · Debevec · Finkšt · Grošelj · Guy · Hill · Huang · Jerman · Lu · Nishi · Penko · Pogačar · Potočki · Prah · Ručigaj